# Nikkoaspis hichiseisana
Nikkoaspis hichiseisana är en insektsart som först beskrevs av Takahashi 1934.  Nikkoaspis hichiseisana ingår i släktet Nikkoaspis och familjen pansarsköldlöss. Inga underarter finns listade i Catalogue of Life.